# 503

## Evenimente
- Începutul războaielor romano-persane care au durat până în 557. Pacea a fost negociată în 567.